# باشگاه فوتبال هارینگی و والتهام دولوپمنت
باشگاه فوتبال هارینگی و والتهام دولوپمنت (به انگلیسی: Haringey & Waltham Development Football Club) یک باشگاه فوتبال در شهر لندن، کشور انگلستان است که در سال ۲۰۰۰ میلادی تأسیس شده است.